# Armement Deppe
Armement Deppe S.A., auch Compagnie Nationale Belge de Transports Maritimes, war eine belgische Reederei und bestand von 1863 bis zum Jahr 1984.

## Geschichte
Das Antwerpener Unternehmen wurde durch den 1834 in Lippstadt geborenen Adolf Deppe gegründet. Deppe hatte ab 1857 bei der als Handelshaus und Agentur arbeitenden L. Hautermann & Cie gearbeitet. Deppe heiratete Amélie Hautermann und gründete 1863 die Reederei Armement Adolf Deppe. Das Unternehmen baute verschiedene Dampfschiffslinien auf. Nach dem Tod des Reedereigründers Adolf Deppe im Jahr 1887 führte dessen Witwe Amélie Hautermann bis zu ihrem Tod 1895 und später ihre drei Neffen Henri Gerlinger, Christian Scheidt und Louis Scheidt (Adolfs Schwester Elisa Deppe war mit Christian Scheidt Senior verheiratet) die Reederei. Unter der neuen Führung wurde die Reederei durch die Banque d'Anvers und das deutsch-argentinische Getreidehandelshaus Bunge & Born (aus dem das heutige Unternehmen Bunge Limited hervorging) finanziert und auf die Linienfahrt nach Mittel- und Südamerika ausgerichtet, wohin man unter anderem Eisenbahneinrichtungen und Baumaterial exportierte und als Rückfracht Weizen nach Belgien brachte. Dazu wurde im Jahr 1906 zusammen mit dem Hamburger Kaufmann Hermann F. Menzell 1906 das Tochterunternehmen Compagnie Royale Belgo-Argentine (CRBA) gegründet.  Im selben Jahr wurde das Unternehmen in Armement Adolph Deppe umbenannt. Der 1866 geborene Louis Scheidt starb 1929 und der 1880 geborene Christian Scheidt – er änderte seinen Namen nach dem Ersten Weltkrieg in Sheid – führte das Unternehmen bis zu seinem Tod im Januar 1940 als Aufsichtsratsvorsitzender.
Zu Beginn des Ersten Weltkriegs betrieb das Unternehmen mit 35 Dampfschiffen 42 % der belgischen Handelsflotte und war damit zur größten belgischen Reederei gewachsen. In den folgenden vier Kriegsjahren wurden knapp zwei Drittel der Hilfsgüter der US-amerikanischen Commission for Relief durch  Armement Deppe nach Belgien befördert. Ein 1919 gegründetes Tochterunternehmen war die Reederei Compagnie Sud-Atlantique Belge, die bis in die 1935 in der Fruchtschifffahrt tätig war. 1926/27 fuhren von den insgesamt 150 Schiffen der belgischen Handelsflotte mit zusammen 476.609 Bruttoregistertonnen alleine 38 Schiffe mit einer Vermessung von 122.634 Bruttoregistertonnen für Deppe und seine Tochterunternehmen.
1937 gründete Armement Deppe in Le Havre die Reederei Compagnie Navale d'Afrique du Nord (CNAN), die von der französischen Reederei Société Navale de l'Ouest (SNO) die Schiffe Saint-Paul, Saint-Michel und Saint-Thomas übernahm und in Maroc, Congo und Syrie umbenannte. Die Syrie wurde am 11. Juni 1940 bei einem Luftangriff auf den Hafen von Le Havre getroffen und sank am 13. Juni. 1943 wurde die CNAN wieder aufgelöst.
Im Jahr 1960 wurde Armement Deppe als zweitgrößte belgische Reederei von der Compagnie Maritime Belge (CMB) übernommen aber weiterbetrieben, wobei die Compagnie Royale Belgo-Argentine bei Deppe eingegliedert wurde. Man wandte sich mit dem Kauf von fünf Massengutschiffen zwischen 1963 und 1970 erstmals der Trampschifffahrt zu. Zusammen mit den Linienreedereien Johnson Line, Compania Naviera Marasia, Compania Sud-Americana de Vapores, Hapag-Lloyd, Lineas Navieras Bolivianas, Nedlloyd, Pacific Steam Navigation Company und Transportes Navieros Ecuatorianos gründete Armement Deppe in den 1980er Jahren noch das Eurosal-Konsortium für den Linienverkehr zwischen Europa und Südamerika, wurde aber zum 1. Januar 1984 mit der CMB zusammengeschlossen und damit aufgelöst.
Das Geschäftshaus der Reederei in der 	Bordeauxstraat 8 in Antwerpen existiert bis heute.